# La sombra de las luces
La sombra de las luces  es una película de Argentina filmada en colores dirigida por Baltazar Tokman sobre su propio guion. El filme, que está dividido en seis partes, fue rodado en Digital Video y se preestrenó el  21 de abril de 2001 en la muestra “Huellas de lo real” de la 3° edición del Buenos Aires Festival Internacional de Cine Independiente.

## Sinopsis
Un director de cine que por su pasión de llevar a cabo su proyecto de largometraje está a punto de perder su casa por una hipoteca y recurre a un amigo de la infancia que es gerente del banco, quien le propone cancelar la deuda a cambio de que desocupe una casa que está ocupada por personas en situación de calle.

## Producción
En este filme, parte documental y ficción, los protagonistas son personas en situación de calle y la mayor parte de los actores también. Dos años antes del estreno el director Tokman fue al comedor para personas sin techo, que viven en la calle, que funcionaba en la Manzana de las Luces buscando "caras expresivas" para la película que estaba filmando; hizo un casting mediante el cual seleccionó a quince personas a los que por su actuación ofrecía viáticos y comida. De ellos  quedaron diez pues uno se alejó del proyecto y cuatro murieron en la calle. Para el rodaje, Tokman los buscaba en los lugares donde dormían o en los comedores que frecuentaban y les dejaba un papel con la hora y el lugar dónde cada uno de ellos tenía que estar, y nunca le fallaron. Algunas de esas personas tienen una familia en algún lugar de Argentina, pero no quieren volver. Una vez terminada, la película se exhibía un día cada dos semanas en el histórico edificio de La Manzana de Las Luces en funciones organizadas por los propios actores que se reunían para armar los volantes que luego repartían por la calle promocionando las funciones; la entrada era “a la gorra” y se repartía entre los protagonistas permitiéndoles algún gasto. Uno de ellos declaraba "alcanza para dormir calentito dos días" en un hotel antes de regresar a la calle  a esperar la siguiente función.

## Reparto
Participaron del filme los siguientes intérpretes:
- Fernando Cia
- Antonella Costa
- Víctor Aramayo
- Juan Satelit
- Paula Rognoni
- Lionel Guerra
- Roberto Rey
- Delia Canesa
- Mario Lutona
- Rinaldo Partuso
- Carlos Caseres
- Juan Chamorro
- Emilia Gómez
- Ester Barton
- Luis Reyes
- Mercedes Martino
- Héctor Ruiz
- Juan Carlos Frontini
- Alejandro Olivarez
- María Gómez
- Rosa Burton

## Comentarios
El crítico Quintín en el Catálogo de la 3° edición del Buenos Aires Festival Internacional de Cine Independiente escribió del filme:

”…rehúsa ser claificado entre los documentales. Sin embargo la utilización de personajes reales, el relato de sus angustias y la voluntad de acercar la cámara a estos protagonistas como centro de la película lo acercan a la de sus colegas documentales”.

Manrupe y Portela opinaron:

”Interesante ópera prima donde se comprueba cómo los recursos del formato digital pueden estar al servicio del lenguaje cinematográfico sin desvirtuar su naturaleza…por momentos cae en la utopía idealizada del director de cine que a toda costa hace su documental, pero no deja de contar una historia, tiene personajes verosímiles y se da el lujo de jugar confrontando las ideas de ficción y realidad.”